# Хюндай Хеви Индъстрис
HD Hyundai Heavy Industries Co., Ltd. (HHI; на корейски: HD현대중공업; ром.: Eichidi Hyeondae Junggongeop) е най-голямата корабостроителна компания в света и основен производител на пътно-строителни машини. Седалището ѝ е в Улсан, Южна Корея.

## История
HHI е основана през 1972 г. от Чон Чжу-йън като подразделение на Hyundai Group, а през 1974 г. завършва строителството на първите си кораби. През 2002 г. компанията се отделя от компанията майка. HHI има четири основни бизнес подразделения: корабостроене, офшорна промишленост и проектиране; промишлени инсталации и проектиране, а също двигатели и машини. HHI също така има пет дъщерни дружества с неосновна дейност: Hyundai Electric & Energy Systems, Hyundai Construction Equipment, Hyundai Robotics, Hyundai Heavy Industries Green Energy и Hyundai Global Service.
Hyundai Group стартира през 1947 г. като малка южнокорейска строителна фирма, ръководена от своя основател, корейския предприемач Чон Чжу-йън. Друга широко известна и тясно свързана корейска компания, Hyundai Motor Company, е основана през 1967 г., пет години преди основаването на Heavy Industry Group. Тази автомобилна компания също е основана от Чон. Компанията има партньорство с Capital Product Partners за създаване на четири специализирани кораба с оборудване за базирано в океана улавяне и съхранение на въглерод, които ще бъдат доставени през 2025 г. и 2026 г. и са на цена от 300 милиона долара.
Името Hyundai е неформална романизация на корейската дума 현대 (hyeondae), което означава „съвременен“ или „модерен“, което е визията на Чон за създадената от него група компании.
На 11 юли 2024 г. Hyundai Heavy Industries става първият корейски корабостроител, който подписва основно споразумение за ремонт на кораби (MSRA) с Командването на системите за снабдяване на американските военноморски сили (NAVSUP), добивайки право за участие в бизнеса по техническо обслужване и ремонт на ВМС на САЩ.

## Продукция

### Корабостроене
- Танкери за суров нефт
- Контейнеровози
- Уникални контейнеровози за превозване на кранове
- Кораби за сондиране на нефт и природен газ
- Кораби за превоз на втечнен природен газ
- Превозвачи за втечнен нефтен газ (LPG), включително много големи газовози (VLGC)

### Проектиране на морски и промишлени инсталации
- Инженеринг и строителство на нефтени и газови платформи в морето
- Строителство на кораби за съхранение и доставка на нефт и газ (FPSO)
- Строителство на тежкотоварни корабни баржи и кораби за транспортиране на кораби (полупотопяеми).

### Военноморски и специални кораби
- Разрушители (есминци)
- Фрегати
- Корвети
- Патрулни кораби
- Спомагателни кораби
- Атакуващи подводници

### Двигатели и оборудване
- Корабни двигатели и оборудване
- Двигателни електростанции

## Галерия
- Кораб за превоз на LNG
- Сондиращ кораб
- Кораб за съхранение и доставка на нефт и газ
- Военноморски кораб
- Подводница

## References
1. ↑  About HHI > At a Glance - HD Hyundai Heavy Industries //    Архивиран от оригинала на 2023-08-01. Посетен на 2024-11-19.
2. 1 2 3 4 5 6 7  HD HYUNDAI HEAVY INDUSTRIES 329180 //   FnGuide, 2022.  Архивиран от оригинала на 26 January 2024. Посетен на 26 January 2024.
3. ↑  Bloomberg.com //   2009-01-19. Посетен на 2009-01-19.
4. ↑  HHI Constructs World's Best Ship for 26 Years Straight //    Архивиран от оригинала на 2012-07-15. Посетен на 2008-11-18.
5. ↑  Steers, Richard. Made in Korea: Chung Ju Yung and the Rise of Hyundai.   Routledge, 1999. ISBN 978-0-415-92050-6. с. 96.
6. ↑  Welcome to Hyundai Heavy Industries //    Архивиран от оригинала на 2023-08-01. Посетен на 2024-11-19.
7. ↑  Hyundai Heavy Industries Spins Off into Six Separate Companies Marine Insight News. Nov. 18, 2016. Downloaded Nov. 3, 2017.
8. ↑  The last emperor //   The Economist, 4 February 1999. Посетен на 11 January 2012.
9. ↑  Paris, Costas. A New Solution for CO2 Emissions: Bury Them at Sea //  The Wall Street Journal.   News Corp, January 31, 2024. Посетен на January 31, 2024.
10. ↑  HD현대重, 국내 최초 美 함정 MRO 사업 참여 자격 획득 //   HD Hyundai Heavy Industries, 12 July 2024.  Архивиран от оригинала на 5 October 2024. Посетен на 5 October 2024.